# Рики (футболист)
Ива́н Са́нчес-Ри́ко Со́то (исп. Iván Sánchez-Rico Soto; 11 августа 1980 Аранхуэс, Испания) — испанский футболист, нападающий. Известен по выступлениям за испанский клуб «Депортиво».

## Клубная карьера
Рики родился в испанском городе Аранхуэс. Его первым клубом стал «Реал Аранхуэс», базирующийся в его родном городе. Немного позже он перебрался в структурные клубы мадридского «Реала». Сначала это был «Реал Мадрид C», а спустя два года «Реал Мадрид Кастилья». В июле 2004 года Рики перебрался в другу столичную команду — «Хетафе». Его дебют в Ла Лиге состоялся 12 сентября 2004 года в домашнем матче против «Мальорки», который закончился поражением хозяев 1-2. Первый мяч Рики смог забить 13 марта 2005 года. Во втором сезоне нападающий смог забить 8 мячей.
В июне 2006 года Рики подписал пятилетний контракт с «Депортиво». На протяжении первого сезона в клубе, он являлся бесспорным игроком основы. В первой игре сезона 2008/09 против мадридского «Реала» его унесли на носилках с травмой подколенного сухожилия. Нападающий выбыл на две недели.
Летом 2013 года Рики перебрался в «Гранаду», где играет до сих пор.

## Достижения
«Депортиво»
- Кубок Интертото: 2008
- Сегунда: 2011/12